# Ернан Даріо Гомес
Ернан Даріо Гомес (ісп. Hernán Darío Gómez, 3 лютого 1956, Медельїн) — колумбійський футболіст, що грав на позиції півзахисника. По завершенні ігрової кар'єри — футбольний тренер.
Виступав, зокрема, за клуби «Індепендьєнте Медельїн» та «Атлетіко Насьйональ», а також національну збірну Колумбії.

## Клубна кар'єра
Народився 3 лютого 1956 року в місті Медельїн. Вихованець юнацького клубу «Антіокія».
У дорослому футболі дебютував 1975 року виступами за команду клубу «Індепендьєнте Медельїн», в якій провів п'ять сезонів, взявши участь у 56 матчах чемпіонату.
1980 року перейшов до клубу «Атлетіко Насьйональ», за який відіграв 4 сезони. Завершив професійну кар'єру футболіста виступами за команду «Атлетіко Насьйональ» у 1984 році.

## Виступи за збірну
1978 року виступав у складі національної збірної Колумбії.

## Кар'єра тренера
Розпочав тренерську кар'єру невдовзі по завершенні кар'єри гравця, 1986 року, увійшовши до тренерського штабу клубу «Атлетіко Насьйональ».
В подальшому увійшов до тренерського штабу збірної Колумбії (1987 — 1998, з 1995 року — головний тренер), яка виступала на Кубка Америки 1995 року в Уругваї, де здобула бронзові нагороди, Кубка Америки 1997 року у Болівії та чемпіонаті світу 1998 року у Франції. Одночасно в 1991—1993 очолював колумбійський клуб «Атлетіко Насьйональ».
З 1999 по 2004 був головним тренером збірної Еквадору, яка під його керівництвом виступала на Кубка Америки 2001 року в Колумбії, Золотого кубка КОНКАКАФ 2002 року в США, чемпіонату світу 2002 року в Японії і Південній Кореї, Кубка Америки 2004 року в Перу.
З 2006 по 2008 очолював збірну Гватемали, зокрема на турнірі Золотого кубка КОНКАКАФ 2007 року в США.
Два сезони (2008 – 2010) очолював клуб «Санта-Фе», у 2011 знову був головним тренером збірної Колумбії на Кубку Америки 2011 року в Аргентині.
Рік тренував клуб «Індепендьєнте Медельїн», а з 2014 очолює тренерський штаб збірної Панами, зокрема на турнірах Золотого кубка КОНКАКАФ 2015 року у США і Канаді, на якому команда здобула бронзові нагороди, та розіграшу Кубка Америки 2016 року в США.
Під його керівництвом збірна Панами була учасником чемпіонату світу 2018 року, де була серед основних аутсайдерів, програвши усі три гри групового турніру. Попри це Гомес увійшов до історії панамського футболу як тренер, якому уперша в історії вдалося вивести національну команду цієї країни до фінальної частини світової першості. ГНевдовзі після її завершення, у липні 2018, тренер залишив панамську збірну.
А вже за два тижні, 1 серпня 2018 року, колумбієць удруге у своїй кар'єрі очолив збірну команду Еквадору. 1 серпня 2019 року Гомеса відправили у відставку.
Рік тренував клуб «Індепендьєнте Медельїн», після чого очолив збірну Гондурасу але через негативні результати, лише одна нічия в дев’яти матчах також відправили у відставку.
15 березня 2023 року його було оголошено новим головним тренером колумбійського клубу «Хуніор», який він тренував до 17 серпня 2024 року до вибуття команди з Кубку Колумбії.
2 січня 2024 року Гомес був призначений головним тренером команди «Агілас Дорадас». 28 березня, через два місяці після укладання контракту сторони домовились про розірвання угоди.

## Титули і досягнення

### Як тренера
- Володар Міжамериканського кубка 1:

«Атлетіко Насьйональ»: 1989.
- Бронзовий призер Кубка Америки: 1995
- Бронзовий призер Золотого кубка КОНКАКАФ: 2015
- Володар Кубка Колумбії 1:

«Індепендьєнте Медельїн»: 2020
Особисті
- Футбольний тренер року в Південній Америці 1: 1996.